# Rainy Day Women ♯12 & 35
Rainy Day Women #12 & 35, soms ten onrechte Everybody Must Get Stoned genoemd, is een nummer van de Amerikaanse singer-songwriter Bob Dylan. Het verscheen op zijn album Blonde on Blonde uit 1966. Op 10 maart van dat jaar kwam het uit als de tweede single van het album.

## Achtergrond
Rainy Day Women #12 & 35 is geschreven door Bob Dylan en geproduceerd door Bob Johnston. Het werd in de ochtend van 10 maart 1966 in de Columbia Music Row Studios in Nashville opgenomen. Het nummer staat bekend om het vele gebruik van de blaasinstrumenten en van het controversiële refrein "Everybody must get stoned".
Het chaotische geluid zou zijn ontstaan omdat de muzikanten tijdens de opname op een onorthodoxe manier op voor hen onbekende instrumenten speelden; zo bespeelde basgitarist Charlie McCoy de trompet en gebruikte drummer Kenny Buttrey een pauk. Op basgitaar was Wayne Moss te horen, en Henry Strzelecki bespeelde het orgel dat toebehoorde aan Al Kooper. Op zijn beurt bespeelde Kooper de tamboerijn. Na een repetitie is het nummer zelf in een take opgenomen. Robbie Robertson, de gebruikelijke gitarist van Dylan, miste de opname omdat hij op dat moment sigaretten aan het kopen was.

## Ontstaan en betekenis
Rainy Day Women #12 & 35 zou zijn ontstaan nadat Dylan met Phil Spector in Los Angeles was en op een jukebox het nummer Let's Go Get Stoned van Ray Charles hoorde. Volgens Spector waren de twee "verrast om een nummer te horen dat zo vrij en expliciet is"; met name het refrein waarin wordt gevraagd om stoned te worden sprak hen aan. De versie van Charles werd echter pas in april 1966 uitgebracht, een maand nadat Rainy Day Women werd opgenomen, en het is waarschijnlijker dat zij de versie van The Coasters of Ronnie Milsap hadden gehoord.
In het nummer van Dylan heeft het woord "stoned" letterlijk gezien een andere betekenis: de luisteraar zou door iedereen gestenigd worden. Desondanks werd het nummer door sommige radiostations in de ban gedaan omdat het over drugs zou gaan. In een persconferentie vertelde Dylan over de betekenis: "[Het gaat over] kreupele mensen en Oosterse mensen en de wereld waar zij in leven... Het is een beetje Mexicaans, een protestlied... en een van de grootste protesten waar ik in mijn protestjaren over heb geprotesteerd." Het kan ook slaan op Dylan zelf, die zich door zijn publiek verstoten voelde toen hij concerten met elektrische gitaar ging geven.
De term "rainy-day woman" is slang voor cannabis. Dylan zou de titel van zijn nummer echter gebaseerd hebben op de King James Version-versie van de Bijbel. In Spreuken 27:15 staat "A continual dropping in a very rainy day and a contentious woman are alike" ("Als een dak dat altijd lekt wanneer het regent, zo is een vrouw die steeds weer ruzie zoekt).

## Uitgave en successen
Op 22 maart 1966 werd een ingekorte versie van Rainy Day Women #12 & 35 uitgebracht als single, met Pledging My Time op de B-kant. Het nummer werd teruggebracht van een totale lengte van 4:36 naar 2:26 minuten en het derde en vijfde couplet werden weggelaten, zodat het waarschijnlijker werd dat het door radiostations zou worden gedraaid. Het werd een grote hit in de Verenigde Staten, waar het tot de tweede plaats in de Billboard Hot 100 kwam, achter Monday, Monday van The Mamas and the Papas. In de Britse UK Singles Chart kwam het tot de zevende plaats. Daarnaast kwam het in Canada tot de derde plaats en in Australië tot de zeventiende positie. In Nederland behaalde de single de negende plaats in zowel de Top 40 als de Parool Top 20.

## Hitnoteringen

### Nederlandse Top 40
| Hitnotering: 21-05-1966 t/m 23-07-1966 | Hitnotering: 21-05-1966 t/m 23-07-1966 | Hitnotering: 21-05-1966 t/m 23-07-1966 | Hitnotering: 21-05-1966 t/m 23-07-1966 | Hitnotering: 21-05-1966 t/m 23-07-1966 | Hitnotering: 21-05-1966 t/m 23-07-1966 | Hitnotering: 21-05-1966 t/m 23-07-1966 | Hitnotering: 21-05-1966 t/m 23-07-1966 | Hitnotering: 21-05-1966 t/m 23-07-1966 | Hitnotering: 21-05-1966 t/m 23-07-1966 | Hitnotering: 21-05-1966 t/m 23-07-1966 | Hitnotering: 21-05-1966 t/m 23-07-1966 |
| Week                                   | 1                                      | 2                                      | 3                                      | 4                                      | 5                                      | 6                                      | 7                                      | 8                                      | 9                                      | 10                                     |                                        |
| -------------------------------------- | -------------------------------------- | -------------------------------------- | -------------------------------------- | -------------------------------------- | -------------------------------------- | -------------------------------------- | -------------------------------------- | -------------------------------------- | -------------------------------------- | -------------------------------------- | -------------------------------------- |
| Nummer                                 | 29                                     | 21                                     | 12                                     | 9                                      | 9                                      | 14                                     | 15                                     | 17                                     | 23                                     | 30                                     | uit                                    |

### Parool Top 20
| Hitnotering: 21-05-1966 t/m 02-07-1966 | Hitnotering: 21-05-1966 t/m 02-07-1966 | Hitnotering: 21-05-1966 t/m 02-07-1966 | Hitnotering: 21-05-1966 t/m 02-07-1966 | Hitnotering: 21-05-1966 t/m 02-07-1966 | Hitnotering: 21-05-1966 t/m 02-07-1966 | Hitnotering: 21-05-1966 t/m 02-07-1966 | Hitnotering: 21-05-1966 t/m 02-07-1966 | Hitnotering: 21-05-1966 t/m 02-07-1966 |
| Week                                   | 1                                      | 2                                      | 3                                      | 4                                      | 5                                      | 6                                      | 7                                      |                                        |
| -------------------------------------- | -------------------------------------- | -------------------------------------- | -------------------------------------- | -------------------------------------- | -------------------------------------- | -------------------------------------- | -------------------------------------- | -------------------------------------- |
| Nummer                                 | 20                                     | 20                                     | 11                                     | 9                                      | 9                                      | 15                                     | 18                                     | uit                                    |

### NPO Radio 2 Top 2000
| Nummer met noteringen in de NPO Radio 2 Top 2000 | '99  | '00-'01 | '02  | '03  | '04  | '05  | '06  | '07  | '08  |
| ------------------------------------------------ | ---- | ------- | ---- | ---- | ---- | ---- | ---- | ---- | ---- |
| Rainy Day Women #12 & 35                         | 1534 | -       | 1476 | 1421 | 1132 | 1769 | 1802 | 1568 | 1597 |

1. ↑  Een '-' betekent dat het nummer niet was genoteerd en een vetgedrukt getal geeft de hoogste notering aan.
2. ↑  Deze tabel is bijgewerkt tot en met de laatste editie (2024).